# فهرست شهرهای ورمانت

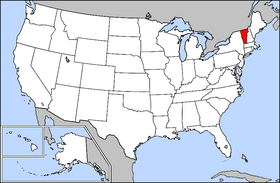
نقشهٔ آمریکا و ورمانت

ایالت ورمانت دارای ۲۵۵ واحد سیاسی یا «مکان» است. از بین اینها، نه مورد زیر در شهرها گنجانده شده‌اند، و شهرداری‌های آن‌ها از شهرک‌ها و شهرستان‌های اطرافشان مستقل است.
۶ تا از ۱۶ شهرستان ورمانت دست کم یک شهر در مرز خود دارند. در میان این شهرستان‌ها، ۵ شهر به عنوان مرکز بخشداریهای هر شهرستان محسوب می‌شوند - این موارد با یک ستاره (*) مشخص شده‌اند.

## مجموع‌ها و میانگین‌ها

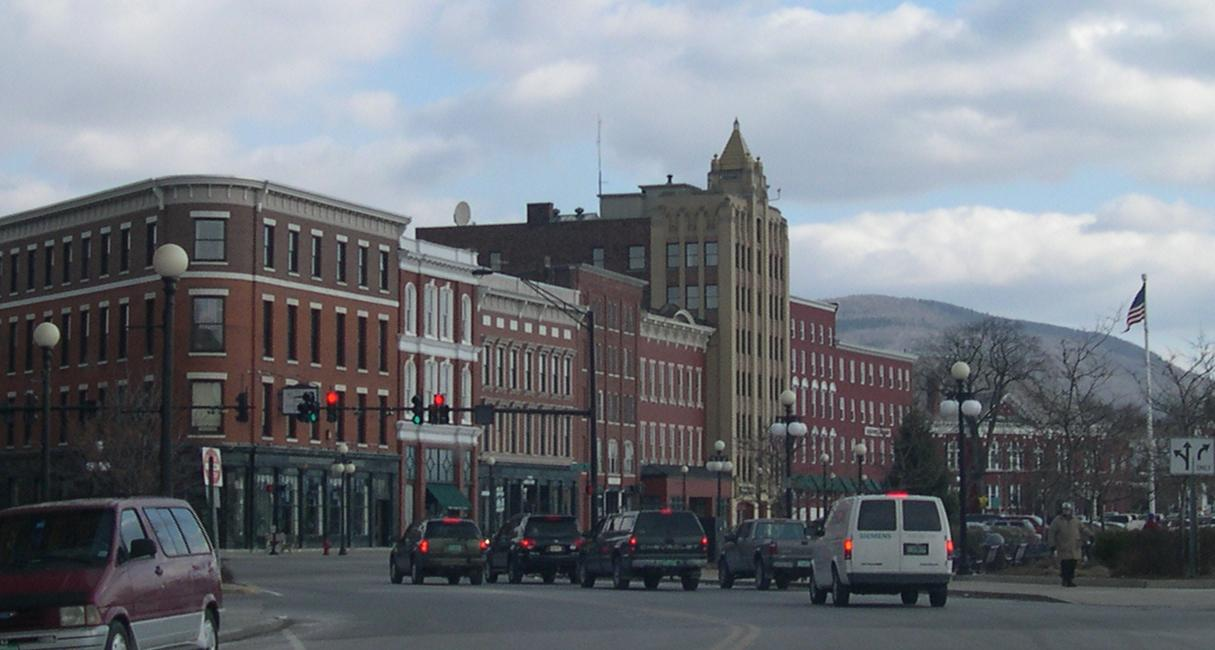
مرکز شهر راتلند، دومین شهر بزرگ ورمانت.

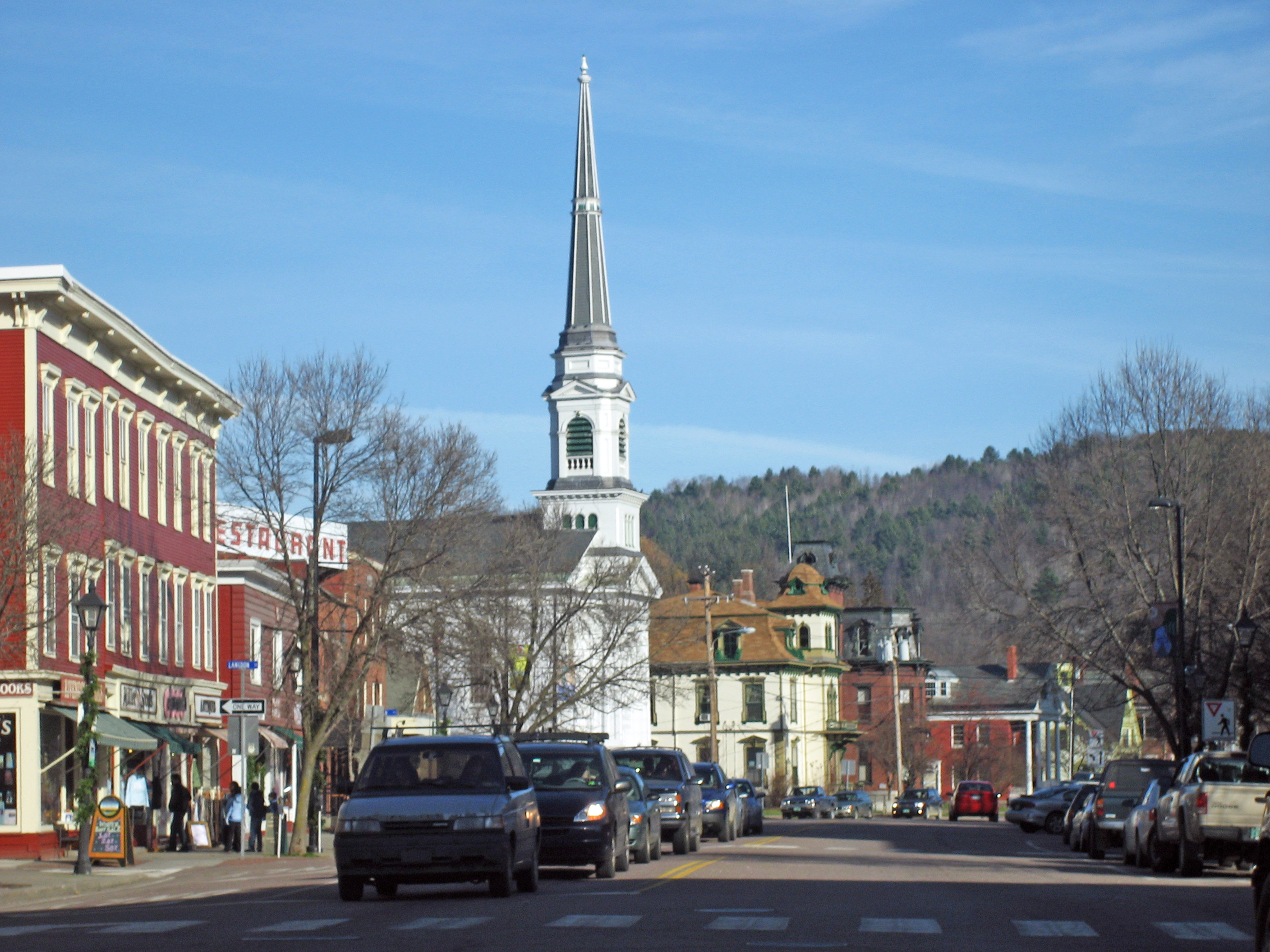
مرکز شهر مونت‌پلیر، مرکز ورمانت

بر پایهٔ سرشماری ۲۰۱۰، ۱۱۵٬۰۸۵ نفر در شهرهای ورمانت اقامت داشته‌اند، یا به عبارت دیگر ۱۸٫۳۹٪ از جمعیت آمریکا.
درآمد متوسط خانوارهای این شهرها $۳۵٬۹۴۶ (به نزدیک‌ترین دلار گرد شده‌است) بوده‌است - ۲۵٫۹۰٪ که پایین‌تر از میان‌گین ایالت‌ها ($۴۸٬۵۰۸) است. تنها یک شهر (برلینگتون جنوبی) درآمدی بیش از میانگین درآمد شهرهای این ایالت دارد.
جمع مساحت شهرهای ورمانت بالغ بر ۸۰٫۲ مایل مربع (۲۰۸ کیلومتر مربع)) می‌شود. این یعنی تقریباً ۰٫۸٪ از کل مساحت ۹٬۶۲۰ مایل مربع (۲۴٬۹۰۰ کیلومتر مربع).
| شهر                | شهرستان  | جمعیت (۲۰۱۰) | رتبه (جمعیت) | مساحت بر حسب ‎sq mi (km²)‎  | رتبه (مساحت) | گنجانیده | درآمد متوسط خانوارها (۱۹۹۹) | رتبه (درآمد) |
| ------------------ | -------- | ------------ | ------------ | ------------------------- | ------------ | -------- | --------------------------- | ------------ |
| برلینگتون، ورمانت* | چیتندن   | ۴۲٬۴۱۷       | ۱            | ۱۵٫۱ مایل مربع (۴۰٫۱ km²) | ۲            | ۱۸۶۴     | $۳۳٬۰۷۰                     | ۶            |
| برلینگتون جنوبی    | چیتندن   | ۱۷٬۹۰۴       | ۲            | ۲۹٫۶ مایل مربع (۷۶٫۷ km²) | ۱            | ۱۹۷۱     | $۵۱٬۵۶۶                     | ۱            |
| راتلند*            | راتلند   | ۱۶٬۴۹۵       | ۳            | ۷٫۶ مایل مربع (۱۹٫۸ km²)  | ۴            | ۱۸۹۲     | $۳۰٬۴۷۸                     | ۸            |
| باری               | واشینگتن | ۹٬۰۵۲        | ۴            | ۴٫۰ مایل مربع (۱۰٫۴ km²)  | ۶            | ۱۸۹۵     | $۳۰٬۳۹۳                     | ۹            |
| مونپلیه، ورمانت*   | واشینگتن | ۷٬۸۵۵        | ۵            | ۱۰٫۳ مایل مربع (۲۶٫۶ km²) | ۳            | ۱۸۹۵     | $۳۷٬۵۱۳                     | ۳            |
| وینوسکی            | چیتندن   | ۷٬۲۶۷        | ۶            | ۱٫۵ مایل مربع (۳٫۹ km²)   | ۹            | ۱۹۲۱     | $۳۰٬۵۹۲                     | ۷            |
| سنت آلبانز*        | فرانکلین | ۶٬۹۱۸        | ۷            | ۲٫۰ مایل مربع (۵٫۳ km²)   | ۸            | ۱۹۰۲     | $۳۷٬۲۲۱                     | ۴            |
| نیوپورت*           | ارلینز   | ۴٬۵۸۹        | ۸            | ۷٫۶ مایل مربع (۱۹٫۷ km²)  | ۵            | ۱۹۱۷     | $۳۴٬۹۲۲                     | ۵            |
| ورجینس             | آدیسون   | ۲٬۵۸۸        | ۹            | ۲٫۵ مایل مربع (۶٫۵ km²)   | ۷            | ۱۷۸۸     | $۳۷٬۷۶۳                     | ۲            |